# Cena honoru (film 2002)
Cena honoru – amerykańsko-brytyjski film przygodowo-wojenny z 2002 roku, w reżyserii Shekhara Kapura zrealizowany na podstawie powieści A.E.W. Masona.

## Fabuła
Harry Feversham to jeden z najlepszych żołnierzy swojego regimentu. Podziwiany przez kolegów, ma piękną narzeczoną, rodzice nie mają nic przeciwko ich związkowi - wszystko zapowiada mu znakomitą i błyskotliwą karierę oraz szczęśliwe życie. Gdy niespodziewanie armia sudańskich rebeliantów oblega kolonialne miasto Chartum, regiment Harry’ego zostaje wysłany w tamte okolice. Niespodziewanie Harry, ogarnięty wątpliwościami co do słuszności misji, rezygnuje ze służby. Zdumiony jego postawą ojciec postanawia go wydziedziczyć, a przyjaciele i narzeczona uznają go za tchórza. Gdy Harry przebywa w Londynie, dociera do niego wiadomość o pojmaniu jego najlepszego przyjaciela.

## Obsada aktorska
- Heath Ledger (Harry Feversham)
- Wes Bentley (Jack Durrance)
- Djimon Hounsou (Abou Fatma)
- Lucy Gordon (Isabelle)
- Alex Jennings (Pułkownik Hamilton)
- Kris Marshall (Edward Castleton)
- Rupert Penry-Jones (Tom Willoughby)
- Kate Hudson (Ethne Eustace)
- Michael Sheen (Trench)
- Christian Coulson (Perkusista)
- James Hillier (pijany kapral)
- Deobia Oparei (Idris-Es-Saier)
- Tim Pigott-Smith (Generał Feversham)
- Ben Uttley (Generał Wolseley)
- Alex Zorbas (Egipski sanitariusz)
- Alek Wek (Aquol)
- Laila Rouass (Sudańska dziewczyna)
- Charles Pemberton (Impressario)
- Alexandra Kabi (Kobieta w czerwonym welonie)
- Angela Douglas (Ciotka Mary)